# Bergen (village, New York)
Pour les articles homonymes, voir Bergen.
Ne doit pas être confondu avec Bergen (New York).
Bergen est un village situé dans le comté de Genesee, dans l'État de New York, aux États-Unis,. En 2010, il comptait une population de 1 176 habitants.

## Démographie
Lors du recensement de 2010, le village comptait une population de 1 176 habitants. Elle est estimée, en 2019, à 1 083 habitants.